# Rétisasformák
A rétisasformák (Haliaeetinae) a madarak osztályának a vágómadár-alakúak (Accipitriformes) rendjébe és a vágómadárfélék (Accipitridae) családjába tartozó alcsalád.
Ezen alcsalád képviselőit korábban az ölyvformák (Buteoninae) alcsaládjába sorolták, mely az egyik legnagyobb és legösszetettebb alcsaládja volt a vágómadárféléknek, de a közelmúltban lezajlott DNS vizsgálatok bebizonyították, hogy súlyosan polifiletikus és parafiletikus csoport, így sok nem és faj leválasztásra került belőle. A rétisasok és vízisasok viszonylag egységes csoportját is ekkortól sorolják önálló alcsaládba.
2 nem és 10 faj tartozik a alcsaládba.

## Rendszerezés
A családhoz az alábbi nemek és fajok tartoznak:
- Haliaeetus (Savigny, 1809) – 8 faj
  - rétisas (Haliaeetus albicilla)
  - fehérfejű rétisas (Haliaeetus leucocephalus)
  - óriásrétisas (Haliaeetus pelagicus)
  - fehérhasú rétisas (Haliaeetus leucogaster)
  - szalagos rétisas (Haliaeetus leucoryphus)
  - Salamon-szigeteki rétisas (Haliaeetus sanfordi)
  - lármás rétisas (Haliaeetus vocifer)
  - madagaszkári rétisas (Haliaeetus vociferoides)

- Ichthyophaga (Lesson, 1843) – 2 faj 
  - szalagos vízisas (Ichthyophaga ichthyaetus)
  - barnafarkú vízisas (Ichthyophaga humilis)